# Kolínská (usedlost)
Kolínská je zaniklá usedlost v Praze 8 – Libni, která se nacházela severně od Rokosky mezi ulicemi V Holešovičkách, Zenklova, Gabčíkova a Kubišova.

## Historie
Prvním doloženým majitelem usedlosti byl roku 1753 Jan Procházka. Již roku 1841 se jednalo o rozlehlý objekt nepravidelného tvaru, který obklopoval dvůr.
V místech Kolínské byl později postaven cukrovar. Roku 1898 se sem přestěhovala Vydrova továrna poživatin, které majitelem byl továrník a výzkumník František Vydra (1869–1921). Ten roku 1895 založil továrnu na výrobu cikorky a po neúspěchu začal vyrábět v Čechách první žitnou kávu podle vzoru Kathreinovy kávy sladové. Výroba byla rozšířena o poživatiny a pochutiny, například o šumící bonbony, polévkové konzervy, ovocné šťávy, oplatky, prášky do pečiva, dětskou moučku nebo hořčici. V letech 1909–1912 byla továrna přestavěna a rozšířena smíchovským stavitelem Ferdinandem Šamonilem ve slohu pozdní secese. Za 1. světové války a po jejím skončení se zde zabývali pokusy s karamelizací sladu pro výrobu tmavých piv. Vznikl tak sladový preparát Maltovin, který se osvědčil v několika pivovarech.
Roku 1928 koupil továrnu Ústav pro vědecký výzkum uhlí a postupně ji přebudoval pro svoje potřeby. Část budov roku 1929 ústav přestavěl pro tiskárnu Prometheus, hornicko-hutnické nakladatelství. Tiskárna (Polygrafia) zde zůstala i po znárodnění a využívala většinu areálu. Po jejím zániku získala zdejší budovy Akademie věd ČR. Sídlí zde Ústav struktury a mechaniky hornin AV ČR, nástupce Hornického ústavu Československé akademie věd založeného roku 1958. Akademie věd zde má archiv, pro který roku 2005 postavila novou budovu.

### Zajímavosti
Roku 1942 právě v zatáčce u bývalé usedlosti byl spáchán atentát na Reinharda Heydricha.